# سیارک ۸۵۹۶
سیارک ۸۵۹۶ (به انگلیسی: 8596 Alchata، نامگذاری:1298T-2) هشت هزار و پانصد و نود و ششمین سیارک کشف شده‌است که در ۲۹ سپتامبر ۱۹۷۳ کشف شد.
قدر مطلق سیارک برابر ۱۴٫۵۰ است.